# Libythea nahathaka
Libythea nahathaka är en fjärilsart som beskrevs av Hans Fruhstorfer. Libythea nahathaka ingår i släktet Libythea och familjen praktfjärilar. Inga underarter finns listade i Catalogue of Life.